# سيلفستر موريس
سيلفستر موريس (بالإنجليزية: Sylvester Morris)‏ هو لاعب كرة قدم أمريكية أمريكي، ولد في 6 أكتوبر 1977 في نيو أورلينز في الولايات المتحدة.

## وصلات خارجية
- سيلفستر موريس على موقع مرجع كرة القدم المحترفة.كوم (الإنجليزية)